# Bill Molyneux
Bill Molyneux (o William Mitchell Molyneux) (n. 1935 ) es un horticultor australiano y autor que ha investigado y desarrollado muchas variedades populares de las plantas de Australia, incluyendo Banksia 'Birthday Candles', y Isopogon 'Woorikee 2000'.
También ha escrito libros para los jardines de Australia. Vive en "Wombat Bend" en Victoria, Australia rodeado de ejemplos de su trabajo y pasión.

## Algunas publicaciones
- bill Molyneux, susan g. Forrester. 2002. The Austraflora A-Z of Australian Plants. Ed. Reed, 189 pp. ISBN 1876334843

- -------------------, ----------------------------. 2001. Emma's Journey: Spirits of the High Country an Airedale Story. Ilustró Jane Dingwall. Ed. ilustrada de Bill & Sue Forrester. 96 pp. ISBN 1876473355

- -------------------, ----------------------------. 2001. The Austraflora Guide to Choosing and Growing Australian Plants. Ed. ilustrada de Kangaroo Press, 180 pp. ISBN 0864175167

- -------------------, ----------------------------. 1993. Native Gardens in Miniature: Australian Plants in Containers. 2ª ed. ilustrada de Kangaroo Press, 661 pp. ISBN 0864174632

- La abreviatura «Molyneux» se emplea para indicar a Bill Molyneux como autoridad en la descripción y clasificación científica de los vegetales.[1]